# Коцьолкі (Підляське воєводство)
Коцьолкі (пол. Kociołki) — село в Польщі, у гміні Шиплішки Сувальського повіту Підляського воєводства.
Населення — 26 осіб (2011).
У 1975-1998 роках село належало до Сувальського воєводства.

## Демографія
Демографічна структура станом на 31 березня 2011 року:
|          | Загалом | Допрацездатний вік | Працездатний вік | Постпрацездатний вік |
| -------- | ------- | ------------------ | ---------------- | -------------------- |
| Чоловіки | 14      | 4                  | 9                | 1                    |
| Жінки    | 12      | 2                  | 6                | 4                    |
| Разом    | 26      | 6                  | 15               | 5                    |